# Олейник, Денис Викторович
Дени́с Ви́кторович Оле́йник (укр. Денис Вікторович Олійник; род. 16 июня 1987, Запорожье) — украинский футболист, полузащитник. В прошлом игрок национальной сборной Украины. Сын футболиста Виктора Олейника.

## Биография

### Ранние годы
Денис Олейник родился в Запорожье, где незадолго до этого играл его отец. Начал заниматься футболом в Черновцах, в которые переехал вскоре после рождения. До 13 лет азы футбола постигал в СДЮСШ «Буковина», первым тренером был Юрий Крафт, также тренировался под руководством Валерия Семёнова и Дмитрия Гордея. Рос на футболе местной «Буковины» (фактически не пропускал ни одной домашней игры), часто бывал на тренировках команды, ездил с отцом и на выездные матчи — Виктор Борисович в то время уже был легендой клуба. Затем переехал в Киев, где выступал в ДЮФЛУ за местные команды «Смена-Оболонь» и «Киев-Восток». Оттуда попал в структуру киевского «Динамо», первый тренер — Виктор Кащей.

### Клубная карьера

#### «Динамо», фарм-клубы и аренды
В «Динамо» (Киев), за вторую, третью и молодёжную команду которого в период с 2004 по 2008 год провёл 110 матчей и забил 33 гола. Дебютировал в первой команде «Динамо» в Высшей лиге Украины 26 октября 2006 года в матче против «Харькова» (0:2). Всего за первую киевскую команду провел 5 официальных матчей во всех турнирах, забил 2 гола. В сезонах 2007/08 и 2008/09 для более интенсивной игровой практики побывал в арендах в клубах высшего дивизиона «Нефтяник-Укрнефть» и «Арсенал» (Киев), где в общей сложности провел 30 матчей (6 голов) в национальном чемпионате. После чего трудовые отношения с динамовской командой были завершены, клуб в конце 2008 года продал Дениса в харьковский «Металлист».

#### «Металлист» — «Днепр»

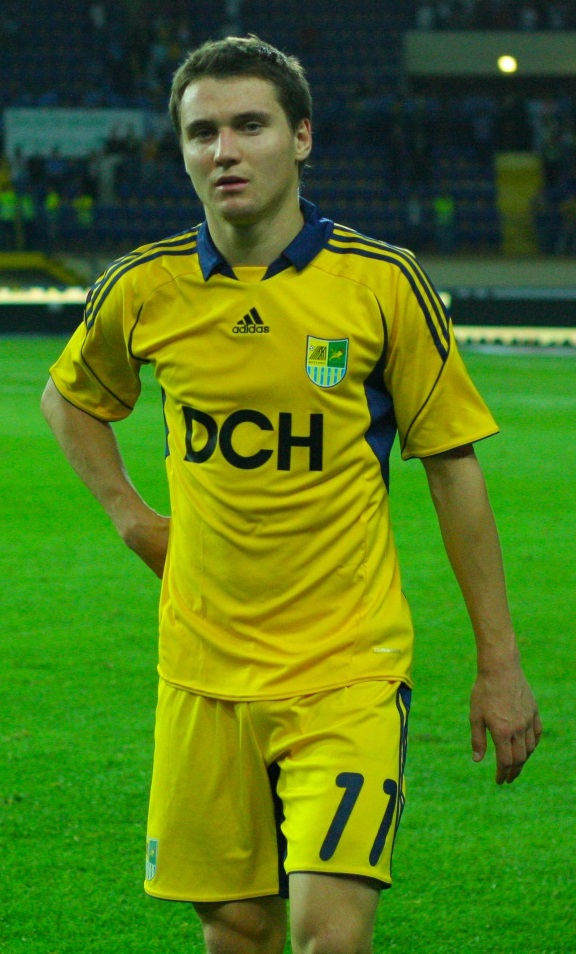
Денис в составе «Металлиста»

В январе 2009 года на сборах в ОАЭ был представлен игроком харьковского «Металлиста». Дебютировал в новой команде 18 февраля 2009 года в матче 1/16 финала кубка УЕФА против итальянской «Сампдории», в этом же матче отличился и дебютным голом, который стал единственным и победным. Свой первый хет-трик сделал, выступая за «Металлист», 24 октября 2010 года в выездной игре с «Ильичёвцем» (1:4), забив на 40-й, 41-й и 70-й минутах. Второй хет-трик сделал почти через год, будучи уже игроком «Днепра», 16 октября 2011 года. Забил в гостях у «Оболони» (1:4) на 13-й, 23-й, и 86-й минутах; причём дважды переправил мяч в сетку головой. Этот хет-трик также стал первым в чемпионате Украины 2011/12. А «Днепр» собственно приобрел Дениса ещё летом того же года, сумма трансфера составила примерно 7-10 млн €. Сезон 2013/14 из-за конфликта с наставником «Днепра» Хуанде Рамосом провел в составе дубля, а после вовсе покинул клуб. Всего за команды Мирона Маркевича и Хуанде Рамоса провел 131 официальный матч во всех турнирах и отличился 34 забитыми голами (112 матчей (30 голов) в национальных соревнованиях и 19 (4) в еврокубках).

#### Эредивизи и Бундеслига
В 2014 году перешёл в голландский «Витесс», дебютировал в голландской Эредивизии 10 августа 2014 года в матче против «Аякса». В первом же сезоне Денис стал стабильным игроком основного состава, а команда в свою очередь под руководством Петера Боса уверенно заняла 5 место в чемпионате и успешно одолела внутренний плей-офф за место в Лиге Европы УЕФА. 18 мая 2016 года Денис сообщил, что покидает арнемский «Витесс», за голландскую команду в течение двух сезонов отметился 10 голами в 61 официальном поединке во всех турнирах. 9 августа 2016 года на правах свободного агента перешёл в клуб немецкой Бундеслиги — «Дармштадт 98», где его партнёрами по команде стали украинцы Артём Федецкий и Игорь Березовский. В чемпионате Германии сыграл всего лишь 4 матча, отличившись 1 голом. Большую часть сезона в составе «Дармштадта» пропустил из-за травмы. Летом 2017 года покинул клуб.

#### Продолжение и возвращение в УПЛ
С лета 2017 находился в статусе свободного агента, тренировался с «Колосом» и донецким «Олимпиком». Сообщалось об интересе к игроку со стороны «Карпат» и «Руха». Однако 5 октября того же года подписал контракт с черниговской «Десной». Действие соглашения рассчитано до завершения первой части сезона, с опцией возможного продления. После окончания контракта покинул «Десну». 15 марта 2018 года подписал контракт с харьковским «Гелиосом», в котором выступал менее двух месяцев. Всего в сезоне 2017/18 за команды первой украинской лиги провел 10 матчей.
В июле 2018 года подписал трудовой договор до конца текущего сезона с опцией продления сотрудничества с финским клубом «СИК». В результате выступал за финскую команду до 2022 года и провел в их составе более 100 официальных матчей (94 матча (23 гола) в чемпионате и 22 игры (6 голов) в кубковых поединках). После чего вернулся в Украину, подписав контракт с клубом украинской Премьер-лиги «Ворскла» (Полтава), за которую дебютировал 23 августа 2022 года в матче 1-го тура против луганской «Зари» (1:3). В том же поединке отличился и дебютным голом, ставшим единственным для его команды.

### Карьера в сборной

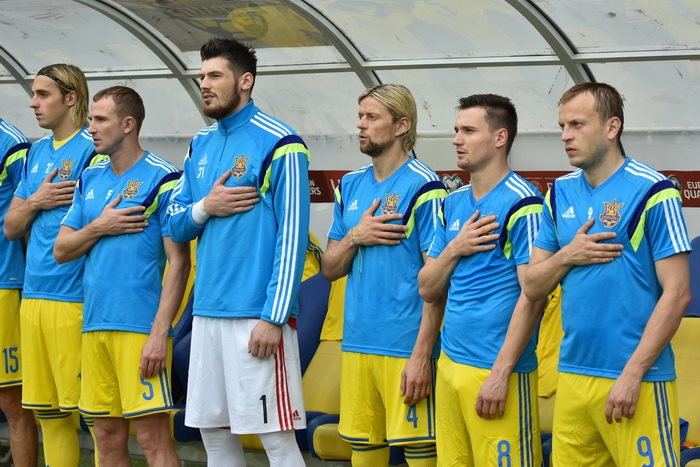
Денис в составе сборной Украины

Выступал за юношеские сборные Украины, в составе которых провел 33 матча и отличился 4 голами. В 2004 году — участник юношеского чемпионата Европы (U-17). В период 2006—2008 годов играл за молодежную сборную Украины (18 матчей, 5 голов).
Получил свой первый вызов в национальную сборную Украины на сбор, начинающийся 17 мая 2010 года. Дебютировал в составе сборной 25 мая 2010 года в товарищеском матче со сборной Литвы (4:0).
Последнюю игру провел 9 июня 2015 года в товарищеском матче со сборной Грузии (2:1). Всего за сборную Украины сыграл 12 матчей из 20 заявленных поединков. Результативными действиями в плане голов не отмечался, однако записал в свой актив 2 ассиста в матче против сборной Люксембурга.

## Достижения

### Командные
«Динамо» (Киев)
- Чемпион Украины: 2006/07
- Обладатель Кубка Украины: 2006/07
- Обладатель Суперкубка Украины: 2007

«Металлист»
- Бронзовый призёр чемпионата Украины (3): 2008/09, 2009/10, 2010/11

«Днепр» (Днепропетровск)
- Серебряный призёр чемпионата Украины: 2013/14

«СИК»
- Бронзовый призёр чемпионата Финляндии: 2021

### Личные
- В списках 33-х лучших футболистов Украины (3): № 1 — 2009; № 2 — 2008; № 3 — 2010 годах.
- Кандидат в Клуб Олега Блохина — 88 голов[26].

## Личная жизнь
Отец — Виктор Олейник, в прошлом игрок черновицкой «Буковины» (лучший бомбардир в истории клуба). Крестный отец — Валерий Королянчук, друг отца.
Был женат. Имеет дочь и сына, крестным отцом детей является Евгений Коноплянка.

## Статистика
| Динамо-3               | 2004/05          | 17  | 1  | —  | — | —  | —  | — | — | 17  | 1   |
| Динамо-3               | Итого            | 17  | 1  | —  | — | —  | —  | — | — | 17  | 1   |
| Динамо-2               | 2004/05          | 1   | 0  | —  | — | —  | —  | — | — | 1   | 0   |
| Динамо-2               | 2005/06          | 22  | 3  | —  | — | —  | —  | — | — | 22  | 3   |
| Динамо-2               | 2006/07          | 24  | 8  | —  | — | —  | —  | — | — | 24  | 8   |
| Динамо-2               | 2007/08          | 6   | 2  | —  | — | —  | —  | — | — | 6   | 2   |
| Динамо-2               | Итого            | 53  | 13 | —  | — | —  | —  | — | — | 53  | 13  |
| Динамо                 | 2006/07          | 2   | 0  | 0  | 0 | 1  | 1  | 0 | 0 | 3   | 1   |
| Динамо                 | 2007/08          | 1   | 1  | 0  | 0 | 0  | 0  | 1 | 0 | 2   | 1   |
| Динамо                 | Итого            | 3   | 1  | 0  | 0 | 1  | 1  | 1 | 0 | 5   | 2   |
| Нефтяник-Укрнафта      | 2007/08          | 14  | 1  | 0  | 0 | 0  | 0  | 0 | 0 | 14  | 1   |
| Нефтяник-Укрнафта      | Итого            | 14  | 1  | 0  | 0 | 0  | 0  | 0 | 0 | 14  | 1   |
| Арсенал                | 2008/09          | 16  | 5  | 0  | 0 | 1  | 0  | 0 | 0 | 17  | 5   |
| Арсенал                | Итого            | 16  | 5  | 0  | 0 | 1  | 0  | 0 | 0 | 17  | 5   |
| Металлист              | 2008/09          | 12  | 0  | 4  | 1 | 2  | 0  | 0 | 0 | 18  | 1   |
| Металлист              | 2009/10          | 29  | 9  | 4  | 2 | 1  | 0  | 0 | 0 | 34  | 11  |
| Металлист              | 2010/11          | 27  | 12 | 9  | 1 | 1  | 0  | 0 | 0 | 37  | 13  |
| Металлист              | Итого            | 68  | 21 | 17 | 4 | 4  | 0  | 0 | 0 | 89  | 25  |
| Днепр (Днепропетровск) | 2011/12          | 24  | 7  | 1  | 0 | 2  | 0  | 0 | 0 | 27  | 7   |
| Днепр (Днепропетровск) | 2012/13          | 13  | 2  | 1  | 0 | 1  | 0  | 0 | 0 | 15  | 2   |
| Днепр (Днепропетровск) | Итого            | 37  | 9  | 2  | 0 | 3  | 0  | 0 | 0 | 42  | 9   |
| Витесс (Арнем)         | 2014/15          | 31  | 3  | 0  | 0 | 2  | 1  | 0 | 0 | 33  | 4   |
| Витесс (Арнем)         | 2015/16          | 25  | 5  | 2  | 0 | 1  | 1  | 0 | 0 | 28  | 6   |
| Витесс (Арнем)         | Итого            | 56  | 8  | 2  | 0 | 3  | 2  | 0 | 0 | 61  | 10  |
| Дармштадт 98           | 2016/17          | 4   | 1  | 0  | 0 | 0  | 0  | 0 | 0 | 4   | 1   |
| Дармштадт 98           | Итого            | 4   | 1  | 0  | 0 | 0  | 0  | 0 | 0 | 4   | 1   |
| Десна                  | 2017/18          | 6   | 0  | 0  | 0 | 2  | 1  | 0 | 0 | 8   | 1   |
| Десна                  | Итого            | 6   | 0  | 0  | 0 | 2  | 1  | 0 | 0 | 8   | 1   |
| Гелиос                 | 2017/18          | 4   | 0  | 0  | 0 | 0  | 0  | 0 | 0 | 4   | 0   |
| Гелиос                 | Итого            | 4   | 0  | 0  | 0 | 0  | 0  | 0 | 0 | 4   | 0   |
| СИК                    | 2018             | 13  | 4  | 0  | 0 | 0  | 0  | 0 | 0 | 13  | 4   |
| СИК                    | 2019             | 25  | 8  | 0  | 0 | 5  | 2  | 0 | 0 | 30  | 10  |
| СИК                    | 2020             | 20  | 2  | 0  | 0 | 5  | 0  | 0 | 0 | 25  | 2   |
| СИК                    | 2021             | 26  | 7  | 0  | 0 | 5  | 2  | 0 | 0 | 31  | 9   |
| СИК                    | 2022             | 10  | 2  | 0  | 0 | 7  | 2  | 0 | 0 | 17  | 4   |
| СИК                    | Итого            | 94  | 23 | 0  | 0 | 22 | 6  | 0 | 0 | 116 | 29  |
| Ворскла                | 2022/23          | 23  | 2  | 2  | 0 | 0  | 0  | 0 | 0 | 25  | 2   |
| Ворскла                | Итого            | 23  | 2  | 2  | 0 | 0  | 0  | 0 | 0 | 25  | 2   |
| ЛНЗ                    | 2023/24          | 24  | 3  | 0  | 0 | 1  | 0  | 0 | 0 | 25  | 3   |
| ЛНЗ                    | 2024/25          | 11  | 0  | 0  | 0 | 1  | 0  | 0 | 0 | 12  | 0   |
| ЛНЗ                    | Итого            | 35  | 3  | 0  | 0 | 2  | 0  | 0 | 0 | 37  | 3   |
| Всего за карьеру       | Всего за карьеру | 430 | 88 | 23 | 4 | 38 | 10 | 1 | 0 | 492 | 102 |

| Сборная          | Год              | Отборочные матчи ЧМ | Отборочные матчи ЧМ | Финальные матчи ЧМ | Финальные матчи ЧМ | Отборочные матчи ЧЕ | Отборочные матчи ЧЕ | Финальные матчи ЧЕ | Финальные матчи ЧЕ | Товарищеские матчи | Товарищеские матчи | Итого | Итого |
| Сборная          | Год              | Игры                | Голы                | Игры               | Голы               | Игры                | Голы                | Игры               | Голы               | Игры               | Голы               | Игры  | Голы  |
| ---------------- | ---------------- | ------------------- | ------------------- | ------------------ | ------------------ | ------------------- | ------------------- | ------------------ | ------------------ | ------------------ | ------------------ | ----- | ----- |
| Украина          | 2010             | -                   | -                   | -                  | -                  | -                   | -                   | -                  | -                  | 3                  | 0                  | 3     | 0     |
| Украина          | 2011             | -                   | -                   | -                  | -                  | -                   | -                   | -                  | -                  | 6                  | 0                  | 6     | 0     |
| Украина          | 2014             | -                   | -                   | -                  | -                  | 1                   | 0                   | -                  | -                  | 1                  | 0                  | 2     | 0     |
| Украина          | 2015             | -                   | -                   | -                  | -                  | -                   | -                   | -                  | -                  | 1                  | 0                  | 1     | 0     |
| Всего за карьеру | Всего за карьеру | 0                   | 0                   | 0                  | 0                  | 1                   | 0                   | 0                  | 0                  | 11                 | 0                  | 12    | 0     |

### Матчи и голы за сборную
| №  | Дата            | Оппонент   | Счёт | Голы | Соревнование             |
| 1  | 25 мая 2010     | Литва      | 4:0  | -    | Товарищеский матч        |
| 2  | 29 мая 2010     | Румыния    | 3:2  | -    | Товарищеский матч        |
| 3  | 2 июня 2010     | Норвегия   | 1:0  | -    | Товарищеский матч        |
| 4  | 11 августа 2010 | Нидерланды | 1:1  | -    | Товарищеский матч        |
| 5  | 8 октября 2010  | Канада     | 2:2  | -    | Товарищеский матч        |
| 6  | 17 ноября 2010  | Швейцария  | 2:2  | -    | Товарищеский матч        |
| 7  | 9 февраля 2011  | Швеция     | 1:1  | -    | Товарищеский матч        |
| 8  | 29 марта 2011   | Италия     | 0:2  | -    | Товарищеский матч        |
| 9  | 8 июня 2011     | Узбекистан | 2:0  | -    | Товарищеский матч        |
| 10 | 15 ноября 2014  | Люксембург | 3:0  | -    | Отборочные матчи ЧЕ-2016 |
| 11 | 18 ноября 2014  | Литва      | 0:0  | -    | Товарищеский матч        |
| 12 | 9 июня 2015     | Грузия     | 2:1  | -    | Товарищеский матч        |

Итого: 12 матчей / 0 голов; 6 побед, 5 ничьих, 1 поражение.